# Пьяный (фильм)
Пьяный (англ. Sprung) — романтическая кинокомедия 1997 года.

## Сюжет
Двое непохожих друзей фотограф Монтель, который хочет влюбиться и создать счастливую семью и бабник Клайд, на вечеринке знакомятся с Адиной и Бренди. Адина ищет себе богатого мужа, поэтому клюёт на успешного Клайда с Porsche. Монтель и Бренди влюбляются друг в друга и имеют серьёзные намерения. У их пары друзей отношения рушатся, когда девушка узнает, что роскошь её бойфренда кажущаяся. Они не могут примириться с счастьем Монтеля и Бренди и решают любой ценой разрушить их отношения.